# Juan González Moriyón
Juan González Moriyón (Gijón, 18 de junio de 1952-ibidem, 27 de diciembre de 2020) fue un urbanista y arquitecto español. Impulsor de la moderna arquitectura gjijonesa.

## Vida
Tras completar los estudios en el colegio de la Inmaculada (Gijón), se desplazó a Sevilla, donde se licenció en la Escuela Técnica Superior de Arquitectura de Sevilla (1978). Ese mismo año regresó a Gijón.
Desde la década de los ochenta realizó diversas actuaciones que modificaron la fisonomía de la ciudad. Entre otras, destacan: 1. El primer Plan General de Ordenación Urbana de la democracia, junto a Ramón Rañada y José Ramón Menéndez de Luarca (1981);  2. El Plan Especial de Reforma Interior (PERI) de Cimadevilla, junto con Francisco Pol; 3. La reforma integral del puerto deportivo, en las que incluyó las barandillas blancas junto al mar y las farolas con sombrero; 4. La reforma del alumbramiento de la Puerta de la Villa, con una remozada Plaza de Europa; 5. El desarrollo de Montevil.
También contribuyó a la recuperación del patrimonio, con la rehabilitación de la antigua sede del Banco de España para su conversión en la sede de la Presidencia del Principado (Oviedo); de diversos edificios del modernismo gijonés en la plaza del Instituto; de las iglesias rurales de Santa María de Sebrayo (Villaviciosa) y San Pedro de Teberga; del faro de Ribadesella; del Museo Nicanor Piñole, del Teatro Jovellanos; del monasterio de Las Pelayas (Oviedo); y la antigua fábrica de la Curtidora (Avilés), transformada en vivero de empresas.
Así mismo, concluyó junto con Javier Hernández Cabezudo, el edificio de la Empresa Municipal de Servicios de Medio Ambiente Urbano (EMULSA) (2003), donde empleó elementos novedosos como los «muros Trombe» o el sistema «Barra-Constantini» que trabajó junto a técnicas domóticas. Con ello estableció automatismos que optimizaron su rendimiento energético.
También realizó los proyectos de la Cámara de llaves y el pozo de tormentas para la Empresa Municipal de Aguas de Gijón (EMA) (2009).
Formó parte de varias juntas del Colegio Oficial de Arquitectos de Asturias.
Casado con Ana Hernández Cabezudo, el matrimonio tuvo dos hijos: Guillermo, ingeniero informático residente en Canadá y Paula, arquitecta en Francia.
Falleció en Gijón, el 27 de diciembre de 2020, a los 68 años tras una larga enfermedad. Al día siguiente se celebró su funeral en la Iglesia de san Pedro.

### Premios y Distinciones
- Premios Nacionales de Urbanismo (1985 y 1987), por la redacción del Plan General de Gijón (1985) y el Plan Especial de Reforma Interior del Puerto Deportivo de Gijón (1987) .[1]
- Premio Asturias de Arquitectura (1994) por la rehabilitación de Curtidos Maribona de Avilés para transformarlo en hotel de empresas.[1] Obra realizada conjuntamente con los arquitectos Fernando Nanclares y Nieves Ruíz.[4]
- Tiene dedicado un banco en el Jardín botánico atlántico de Gijón (8 de junio de 2021).[7]